# Сохранная казна
Сохранная казна — кредитное учреждение в Российской империи. Принимала вклады и выдавала ссуды помещикам под залог имений и крепостных душ. Действовала с 1772 года почти до конца XIX века в Москве и Санкт-Петербурге.
Манифестом от 20 ноября 1772 года было дано разрешение на открытие сохранной, ссудной и вдовьей казны. Оно было связано с организацией Воспитательного дома в Москве и «Воспитательного общества благородных девиц» (впоследствии Смольный институт) в Санкт-Петербурге. По мысли И. И. Бецкого, их существование должны были обеспечить финансовые учреждения.
Московский воспитательный дом с начала своего существования получил разрешение на прием вкладов и выдачу ссуд, и эти операции начались еще до воспоследовавшего Манифеста 1772 года. Фактическое открытие казны в здании воспитательного дома последовало только в 1775 году. Воспитательный дом получил преимущественное право на получение в возврат раздаваемых взаймы капиталов практически перед любыми казёнными и частными долгами. Основной капитал сохранной казны составили Высочайшие пожалования, взносы разных благотворителей и суммы разных сборов: штрафов, ¼ части сбора и дохода с публичных увеселений и т.п.; к 1 мая 1775 года капитал сохранной казны равнялся 307427 руб.
Сохранная казна принимала срочные и бессрочные вклады с начислением процентов и выдавала ссуды под залог недвижимых имений. Вкладчикам выдавались билеты сохранной казны, которые имели хождение наравне с деньгами. В сохранную казну принимались также капиталы (не менее 500 руб.) с запечатанными завещаниями. Кроме того, сохранная казна производила перевод денежных сумм из Москвы в Петербург и обратно, с взиманием ¼%. Ссуды по закладным выдавались: 1000 руб. на 1 год, 2000 руб. — на 2 года и т. д., 5000 руб. и более выдавались на срок не дольше 5 лет; опекунский совет определял, должен ли капитал погашаться ежегодно по частям, или сразу при наступлении срока. В заклад принимались от заемщика 50 душ и от его поручителя 50 душ, или от одного заемщика 100 душ на 1000 руб. Под залог каменных домов, фабрик и лавок выдавались ссуды (если без места, то половина суммы оценки недвижимости, а если с местом — до двух третей).
Обороты сохранной казны значительно увеличились с 1797 года, когда императрица Мария Фёдоровна приняла воспитательные дома под свое покровительство. В 1800 году срок займов под закладные был увеличен до 8 лет, причём в первые три года уплачивались лишь проценты, а в последующие пять лет — проценты и 1/5 часть заёмного капитала ежегодно. В 1819 году срок ссуды был установлен в 12 лет и погашение производилось в последние 10 лет по 1/10 части капитала ежегодно. Кроме этого, было разрешено выдавать ссуды под залог имений по 150 руб. на ревизскую душу в губерниях великороссийских и по 100 руб. — в малороссийских и присоединенных от Польши. В 1824 году было постановлено выдавать ссуды под залог имений: первого класса — 200 руб., а второго — 150 руб. на ревизскую душу, сроком на 24 года, с платежом по 6% интереса и 2% в уплату капитала и с взиманием единовременно при каждой ссуде по 1% с занимаемой ссуды премии в пользу воспитательного дома. В 1830 году сохранной казне было разрешено выпустить два займа: на 26 и 37 лет, с платежом в первом случае 7%, а во втором 6% ежегодно, причем 2% в первом случае и 1% во втором шли на погашение ссуды; в доход воспитательного дома взималась премия при 26-летних займах по 1%, а при 37-летних — по ½ % со всей занятой суммы. Всё это привело к увеличению оборотов сохранных казен за 45 лет почти в 100 раз.
Только в 1838 году был издан Устав сохранной казны Императорского воспитательного дома (до этого деятельность сохранной казны регулировалась законодательством о воспитательных домах и об Опекунском совете). В следующем году были напечатаны, составленные С. М. Усовым «Таблицы для вычисления процентов как по займам по залогу имений, так и по внесенным капиталам, в банках, сохранных казнах Опекунского совета, Комиссии погашения долгов, и по частным расчётам». В 1842 году в здании Опекунского совета при сохранной казне Санкт-Петербурга была открыта первая правительственная сберегательная касса.
Во главе сохранной казны находился управляющий (один из опекунов — членов опекунского совета; одновременно он был и управляющим ссудной казной). Ему были подчинены две экспедиции (по вкладам и по займам), бухгалтерия и канцелярия (общие для обеих экспедиций). Каждая экспедиция делилась на два отделения, причем во главе отделений стояли директора, сама же экспедиция не являлась организационно оформленной структурной ячейкой. Директора со своими ближайшими сотрудниками образовывали — в составе Опекунского совета — отдельное «Присутствие Сохранной казны», т. е. коллегиальный орган управления. По более важным вопросам Присутствие или управляющий обращались в Опекунский совет, или через него, в IV Отделение Собственной его величества канцелярии. Управляющими московской сохранной казны были: П. А. Тучков (с 1829), П. С. Полуденский (до 1834); управляющим петербургской сохранной казны: А. С. Лавинский (и.д. с 1839), А. М. Княжевич (с 1855), М. К. Цеймерн (с 1860).
В 1859 году правительство приступило к реорганизации всех кредитных учреждений, из-за чего деятельность сохранной казны несколько сократилась: был прекращён приём процентных вкладов. Доход от сохранных казен (доходивший до 4 млн. руб. в год) был переведён в министерство финансов, а Ведомство учреждений императрицы Марии взамен стало получать ежегодно определённую сумму из государственного казначейства. В 1860 году, в петербургской сохранной казне находилось капиталов собственных и вкладов 187 млн. руб. и столько же было выдано ссуд; в московской сохранной казне капиталов и вкладов было на 314 млн. руб.
Крестьянская реформа в России фактически положила конец функционированию сохранной казны. Манифест 19 февраля 1861 года возложил на петербургскую сохранную казну заведование, на первое время, выкупной операцией; в 1862 году были изданы новые правила, согласно которым сохранная казна заведовала ссудами, выданными из них под населенные имения, дома и другие имущества — без производства новых ссуд; петербургская сохранная казна заведовала также ссудами, выданными из бывшего заемного банка. Возвращённые ссуды и полученные платежи передавались сохранной казной в государственный банк. Начиная с 1863 года, принимались меры к переводу в сохранные казны займов из приказов общественного призрения.
Московская сохранная казна была упразднена в 1888 году, Санкт-Петербургская — в 1895 году.